# Tantilla psittaca
Tantilla psittaca — вид змій родини полозових (Colubridae). Ендемік Гондурасу.

## Поширення і екологія
Tantilla psittaca відомі з кількох місцевостей, розташованих на північному заході Гондурасу, в департаменті Грасіас-а-Діос. Вони живуть в широколистяних тропічних лісах та в соснових саванах, на висоті до 420 м над рівнем моря.

## Збереження
МСОП класифікує цей вид як вразливий. Tantilla psittaca загрожує знищення природного середовища.